# Coronavirus murciélago Rousettus HKU9
El coronavirus murciélago Rousettus HKU9 (HKU9-1) es un Betacoronavirus del grupo 2 de ARN de mamífero monocatenario envuelto, de sentido positivo, descubierto en murciélagos Rousettus en China en 2011. Esta cepa de coronavirus está estrechamente relacionada con la cepa EMC / 2012 encontrada en Londres que está relacionada con el MERS-CoV. La especie MERS-CoV es responsable de los brotes del síndrome respiratorio de Oriente Medio de 2012 en Arabia Saudita, Jordania, Emiratos Árabes Unidos, Reino Unido, Francia e Italia.

## Transmisión
El medio exacto de transmisión a los humanos aún no se conoce bien. Sin embargo, se ha demostrado que los betaCoV, incluido HKU4, tienen la propensión a recombinarse y causar la transmisión entre especies. Sin embargo, esto no se ve en el grupo C betaCoV con el que MERS-CoV está más estrechamente relacionado.